# Leoben City Shopping
Als Leoben City Shopping, kurz LCS, wird ein Einkaufszentrum in der Innenstadt von Leoben, der zweitgrößten Stadt des österreichischen Bundeslandes Steiermark, bezeichnet. Es wurde am 3. Oktober 2007 eröffnet und verfügt nach einer Erweiterung im Jahre 2018 an über 25.600 m2 Gesamtverkaufsfläche. In den rund 85 Filialen sind ca. 800 Mitarbeiterinnen und Mitarbeiter beschäftigt.

## Geschichte
Im  1280 gegründeten ehemaligen Dominikanerkloster im Zentrum der Stadt Leoben hatte seit 1850 das Landesgericht Leoben seinen Sitz. Neben dem Landesgericht wurden in dem Gebäudekomplex bis 1856 auch das Bezirksgericht Leoben, die Staatsanwaltschaft Leoben sowie das Gefangenenhaus  untergebracht. Ebenso befanden sich hier die Bezirkshauptmannschaft (bis August 1932) und das Landesgendarmeriekommando. In der Zeit von 1933 bis 1938 wurden im Hof des damals vom Kreisgericht Leoben genutzten Gebäudekomplexes vier Hinrichtungen am Würgegalgen vollzogen, darunter nach den Februarkämpfen die des  sozialdemokratischen Arbeiterführers Koloman Wallisch. Eine Gedenkstele am Osteingang des LCS erinnert daran. Bis zum Umzug in das neu errichtete und am 11. März 2005 offiziell eröffnete Justizzentrum Leoben waren im Amtsgebäude Dominikanergasse noch das Präsidium und die strafrechtlichen Abteilungen des Landesgerichtes Leoben sowie die Staatsanwaltschaft und die Justizanstalt Leoben untergebracht.
Der Gemeinderat der Stadt Leoben beschloss im Jahr 2005 gegen die Stimmen der KPÖ-Ratsmitglieder, das ehemalige Dominikanerkloster sowie umliegende Flächen im Zentrum der Stadt zu einem Einkaufszentrum zu entwickeln. Zum Bau und Betrieb wurde die Leoben City Shopping Errichtungs- und Betriebs GmbH gegründet, an der die Cobra Jean Handels-GmbH des Unternehmers Jean-Erich Treu, die Stadt Leoben und Treu selbst im Verhältnis 60:30:10 beteiligt sind. Nach umfangreichen archäologischen und bauhistorischen Vorarbeiten begannen die rund 70 Millionen Euro teuren Baumaßnahmen im Mai 2006. Der gesamte denkmalgeschützte Klosterkomplex wurde saniert und von Architekt Hans-Heinrich Brunner in das Gesamtkonzept integriert. Mit dem Integrieren des spätmittelalterlichen Bettelordensklosters entstand ein europaweit einzigartiges Einkaufszentrum.
Neben dem Dominikanerkloster wurden auch angrenzende Bürgerhäuser am Hauptplatz (Nrn. 19 und 21) und das Eckhaus Josef-Graf-Gasse/Langgasse miteinbezogen.
Zugleich mit der Inbetriebnahme des Einkaufszentrums am 3. Oktober 2007 wurde das Straßenverkehrskonzept der Leobener Innenstadt geändert.

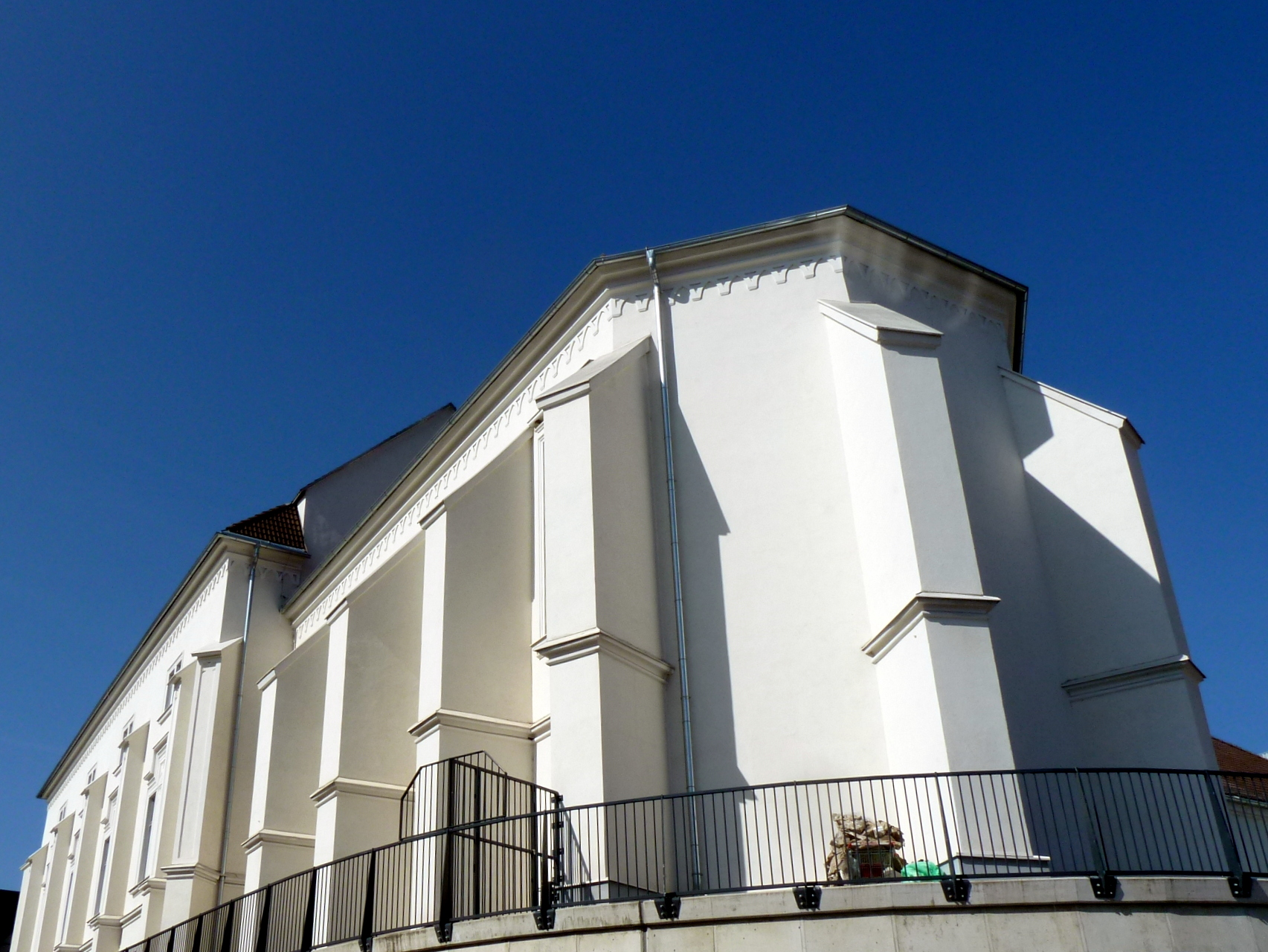
Ehemalige Kirche des Dominikanerklosters
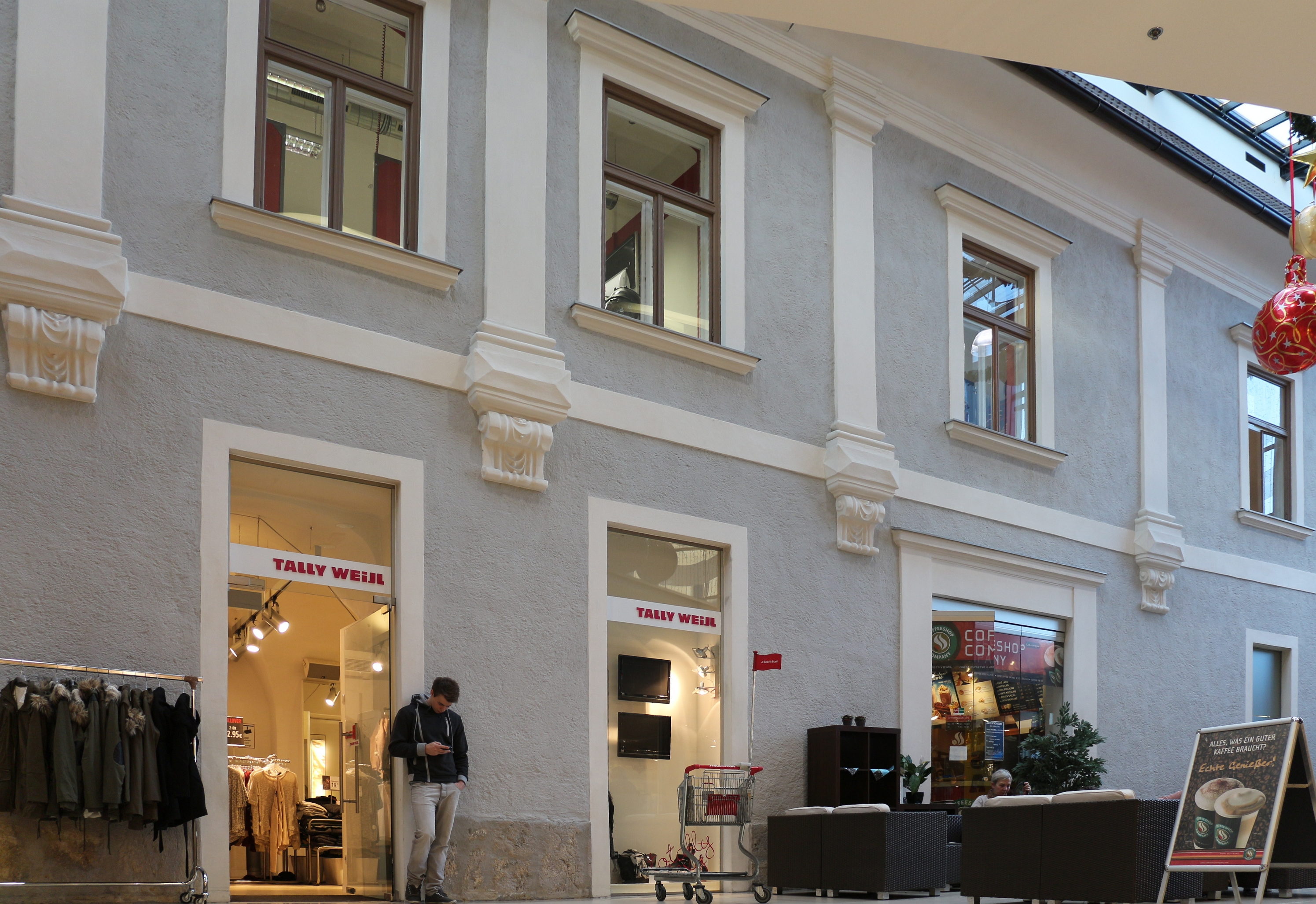
Teil der ehemaligen Außenfassade des Klosters im nun überdachten Bereich
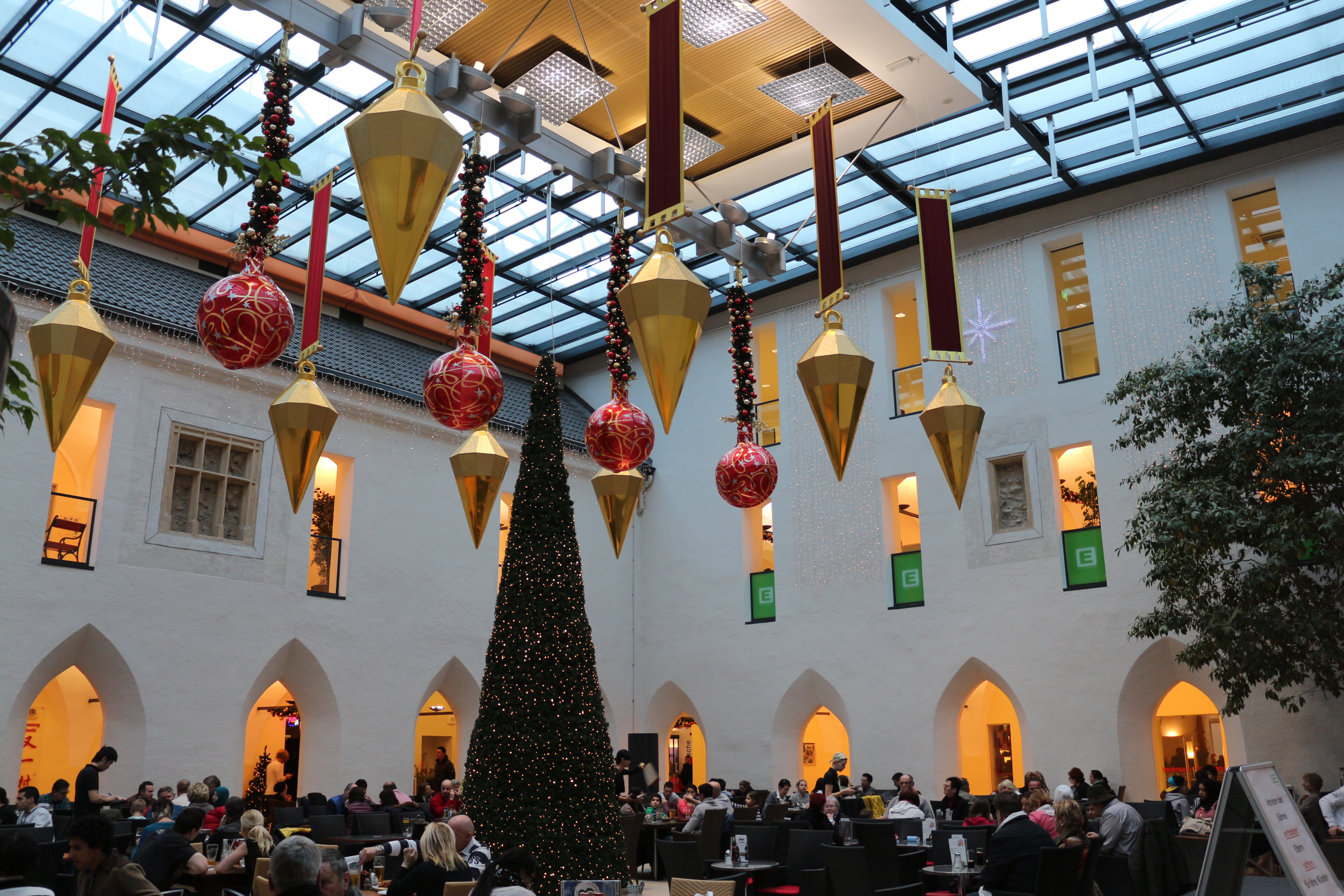
Ehemaliger Innenhof nun gastronomisch genutzt (zur Adventszeit)
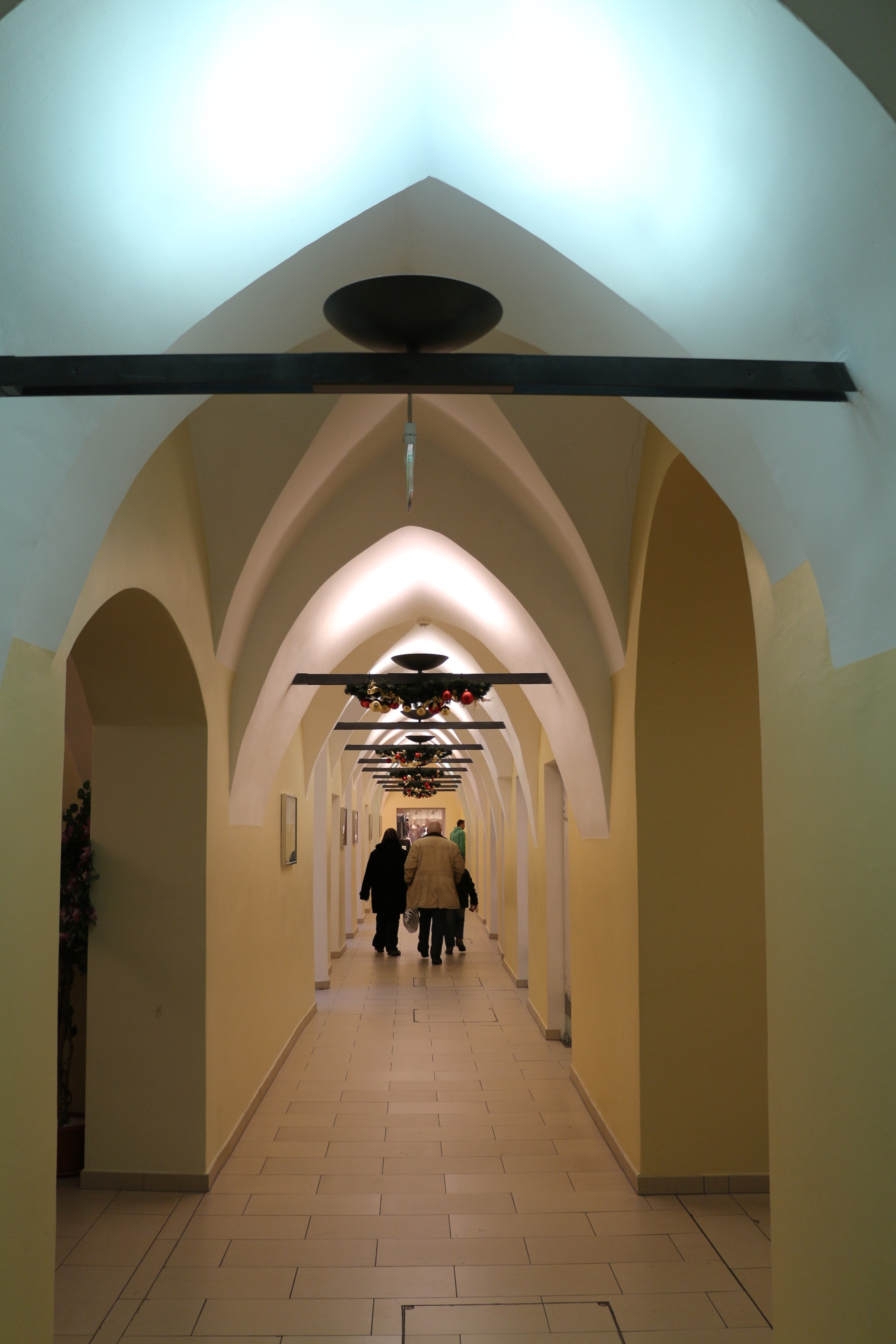
Gangbereich
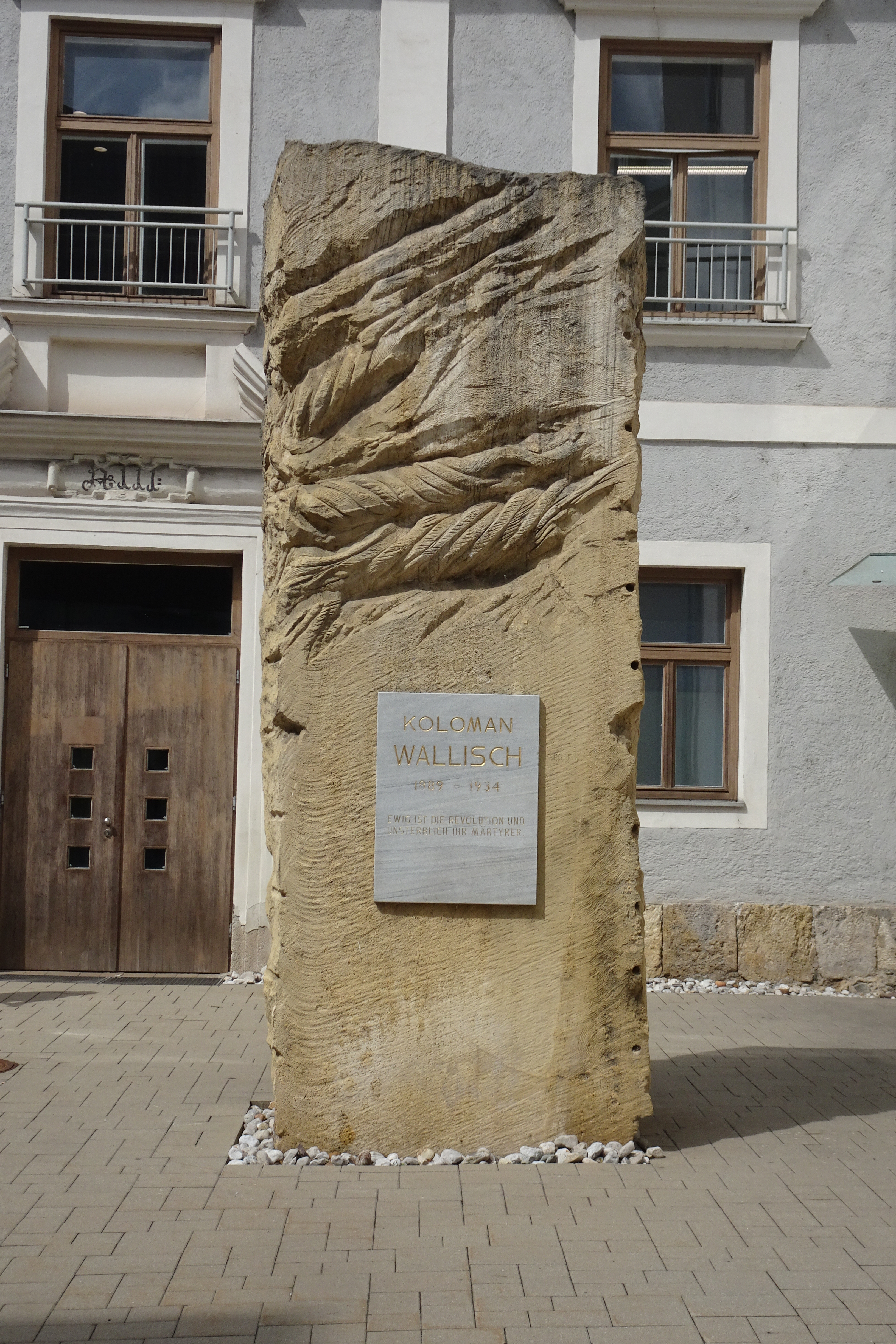
Gedenkstele für Koloman Wallisch

## Ansässige Unternehmen
Im Leoben City Shopping sind rund 80 Betriebe vertreten. Als Ankermieter des LCS fungieren Media Markt, H&M, Kastner & Öhler, Marionnaud Parfumeries und Eurospar.